# سوفی دودمون
سوفی دودمون (فرانسوی: Sophie Dodemont‎؛ زادهٔ ۳۰ اوت ۱۹۷۳) کماندار اهل فرانسه است.